# Tyske Kors
Det Tyske Kors (tysk: Deutsches Kreuz) var en tysk militær orden under det tredje rige.

## Baggrund
Korset blev indstiftet af Adolf Hitler den 16. november 1941 og var en udmærkelse, som blev givet til soldater, der havde udmærket sig militært under 2. verdenskrig. Den lå  mellem Jernkorset af første klasse og Jernkorsets Ridderkors, men blev ikke regnet med i den officielle serie af jernkors, der var dekorationer, som eksisterede uafhængigt af det nazistiske Tyskland. Korset blev båret sammen med dem på højre side af brystet.
Ordenen har en enkel udformning og ligner mere en stjerne end et kors. Det var med til, at den blev kaldt “Hitlers spejlæg“ eller “partiemblemet for nærsynede“. Det havde en diameter på 6,5 cm og blev båret på højre jakkelomme. Både sølv- og guldversionen skulle bæres på uniformen.
Sølvversionen blev ikke så tit benyttet, og der blev kun tildelt cirka 1.100 af den.

## Klasser
- Det tyske kors i sølv – ca. 1 100 blev uddelt.[1]
- Det tyske kors i guld – ca. 24 000 blev uddelt.[2][1]
- Det tyske kors med diamanter – 20 blev produceret, men aldrig uddelt.[3]